# Oulipopo
Oulipopo acrònim d'Ouvroir de littérature policière potentielle, literalment en francès taller de literatura policial potencial, és un grup de recerca creat el 23 d'agost de 1973 sota la inspiració de François Li Lionnais, i sobre el model d'Oulipo.

## Fundació
Autor d'un primer estudi Els Structures du roman policier: Qui est li coupable ?, aparegut en Subsidia pataphysica n° 15 i publicat una altra vegada en La Littérature potentielle (Gallimard “ Idées ”), François Li Lionnais així defineix el rol de Oulipopo, en la seva primera aparició pública (ref. Subsidia Pataphysica n° 24-25, 1974):
Per conduir bé aquesta empresa, François Li Lionnais va reunir a la seva al voltant un grup de patafísics i d'especialistes en la novel·la policial: Jacques Baudou, Jacques Bens (†), Jacques Bergier (†), Paul Gayot, François Guérif, Michel Lebrun (†), Yves Olivier-Martin (†), François Raymond (†), François Rivière, al costat dels qui es va agregar més tard Évelyne Diebolt. Oulipopo ràpidament va ser organitzat com una subcomissió del Col·legi de patafísica, i amb la col·laboració de Jean-Claude Dinguirard, Pierre Boileau (†), Thomas Narcejac (†), Fred Kassak, i Henri Bordillon, es va abocar al vast treball de “relevamiento i triangulació” encomanat pel seu president.

## Butlletí
Oulipopo aviat va decidir dotar-se del seu propi butlletí Enigmatika, el primer nombre del qual va aparèixer al febrer de 1976, contenint comunicacions del conjunt dels membres de llavors. Després d'un període d'assaig i reflexió, una política editorial va ser definida en el seu nombre cinquè. Llavors es van succeir nombres especials (Arsène Lupin, Stanislas-André Steeman, Chesterton, Sèrie negra, Pierre Véry, Bestiari de la novel·la policial, Léo Malet, Maurice-Bernard Endrèbe), alguns nombres específicament oulipiens (n° 4, 5, 11), així com nombres orientats a continguts temàtics i d'erudició.
Al costat del Dictionnaire des auteurs de Michel Lebrun i al costat de l'elaboració de llistes de col·leccions científiques, es va constituir a poc a poc el conjunt de cròniques: correu de lectors, rúbriques crítiques i filmogràfiques...
La bibliothèque énigmatique va ser establerta per acollir textos que no haguessin pogut publicar-se en la revista: nouvelles, novel·les, recopilacions de problemes policials... Des de 1976, Oulipopo va donar llum a 40 nombres de Enigmatika, i va col·laborar amb altres revistes (Europe, Polar, Els Cahiers de la cinémathèque de Tolosa de Llenguadoc). Els seus treballs es refereixen a una sèrie de crims, als plans de generació de novel·les policials, a l'estructura de “casse”. Oulipopo planteja les seves reunions amb una periodicitat arbitrària, i a cadascuna d'aquestes reunions, un convidat d'honor és introduït a participar en els treballs.

## Nova composició del grup
En la nova composició del grup, François Li Lionnais (†) va ser nomenat president in memorial. Es van agregar com a membres: Jean-Pierre Croquet, Pierre François David, Roland Lacourbe, Juliette Raabe, Jean de Porla, i Francis Debyser. Actualment, els membres de Oulipopo són Alain Calame, Pierre Ziegemeyer, Gavin Bryars, Jean-Jacques Schleret, Philippe Fooz, Vincent Bourgeois, i Michel Soupart.